# Antoni Korczok
Antoni Korczok (ur. 1 czerwca 1891 w Starej Wsi obecnie dzielnicy Raciborza, zm. 5 lutego 1941 w Dachau) – polski duchowny katolicki, historyk Kościoła, działacz społeczny.
Był synem Antoniego (ogrodnika) i Pauliny Komorek. Uczęszczał do szkoły powszechnej i Królewskiego Gimnazjum Ewangelickiego w Raciborzu, następnie studiował teologię we Wrocławiu; w 1914 przyjął tamże święcenia kapłańskie. Był kapelanem w szpitalach wojskowych w czasie I wojny światowej. Pod koniec wojny pracował jako wikary w Katowicach, następnie w Gliwicach. Na Uniwersytecie Wrocławskim obronił doktorat na podstawie rozprawy Kościół greckokatolicki w Galicji. Był zaangażowany w działalność plebiscytową po stronie Polski; szykanowany przez organizacje i bojówki niemieckie, przez pewien czas ukrywał się. W latach 1923–1929 był wikarym w Zabrzu, a następnie proboszczem w Gliwicach-Sośnicy.
W latach 20. i 30. wspierał działanie polskich organizacji, zwłaszcza młodzieżowych, współpracował ze Związkiem Polaków w Niemczech. Odprawiał polskie nabożeństwa. Po wybuchu II wojny światowej prowadził akcje charytatywne na rzecz ofiar, m.in. osób wywiezionych na roboty przymusowe. Od 1937 figurował w kartotekach Gestapo jako działacz polski w Gliwicach i Zabrzu, pod koniec 1941 został aresztowany; był więziony w Gliwicach, potem we Wrocławiu, wreszcie w obozie koncentracyjnym Dachau, gdzie wyznaczono go do najcięższych robót. W czasie pobytu Korczoka w obozie odbyła się rozprawa sądowa, w wyniku której uzyskał on zwolnienie, jednak na polecenie Gestapo został zastrzelony przez funkcjonariuszy obozowych w przeddzień uwolnienia.